# 琵琶湖線
琵琶湖線（びわこせん）は、西日本旅客鉄道（JR西日本）が管轄する東海道本線のうち、滋賀県米原市の米原駅から京都府京都市下京区の京都駅までの区間、および北陸本線のうち米原駅から滋賀県長浜市の長浜駅までの区間に付けられた愛称である。
ラインカラーは青（■）で、JR京都線、JR神戸線と同様にJR西日本のコーポーレートカラーがそのまま採用されている。路線記号は A であるが、湖西線の列車が乗り入れる山科駅 - 京都駅間は、重複して B  も付与されている。

## 概要
JR西日本の京阪神エリアの路線網（アーバンネットワーク）の一角を成す路線である。琵琶湖の東岸を走り、滋賀県湖東・湖南地区の各都市と京都を結ぶ、滋賀県の主要路線である。京都・大阪方面への通勤・通学に利用され、大津市や草津市など京都・大阪に近い沿線はベッドタウンとして開発されている。多くの列車がJR京都線、JR神戸線へと直通運転しているほか、新快速を中心に最長で長浜駅以北の敦賀駅（福井県敦賀市）方面に至る列車が設定されている。
また、山科駅 - 石山駅間で、京阪京津線・石山坂本線（大津線）、近江八幡駅 - 米原駅間で近江鉄道本線・八日市線と並行しているものの、いずれも地域内輸送が中心であり、運賃や経路・速度・駅間距離・運転本数が違い過ぎることからいずれも競合する私鉄とはいえない。
JR西日本の発足直後、米原駅 - 大阪駅間の愛称を公募したところ、国鉄時代から俗に呼ばれていた「湖東線」が1位であったが、JR西日本は米原駅 - 大阪駅間の愛称を「JR京都線」と決定した。しかし、滋賀県や県議会から地域密着の路線名にして欲しいと強い要望があったことを受け、1988年2月5日に米原駅 - 京都駅間の愛称を「琵琶湖線」に変更し、1988年3月13日のダイヤ改正から使用を開始した。1991年9月14日には北陸本線の田村駅 - 長浜間が交流電化から直流電化に変更され、京都方面からの新快速・普通が直通するようになったことに合わせて、同線の米原駅 - 長浜駅間も琵琶湖線に加えられた。2006年10月21日には同線の長浜駅 - 敦賀駅間も直流電化に変更され、各列車の運転区間も延長されたが、この区間は近江塩津駅の手前まで琵琶湖の湖岸線に並行しているものの、琵琶湖線に加えられていない。
当該区間では旅客案内上も「琵琶湖線」と案内され、基本的には「東海道（本）線」が使用されることはない（ただし、駅備え付けの運賃表や一部の路線図では、括弧書きで（東海道線）と併記される）。
なお、米原駅から長浜方面では敦賀方面行きを「琵琶湖線」ではなく「北陸本線」あるいは「北陸線」と案内することがある。また、山科駅 - 京都駅間では湖西線系統の列車も走るため、山科駅では草津・米原方面行きのみ「琵琶湖線」と案内し、京都・大阪方面行きは直通先の名称である「JR京都線」として案内される。
全区間がJR西日本近畿統括本部の管轄であり、旅客営業規則の定める大都市近郊区間の「大阪近郊区間」、およびICカード乗車カード「ICOCA」エリアに、野洲駅 - 京都駅間が電車特定区間に含まれている。

## 路線データ
- 管轄（事業種別）：西日本旅客鉄道（第一種鉄道事業者）、日本貨物鉄道（第二種鉄道事業者）
- 路線距離（営業キロ）：長浜駅 - 京都駅間 75.4 km
- 軌間：1067 mm
- 駅数：23（起終点駅含む）
- 複線区間：
  - 複々線：草津駅 - 京都駅間
  - 複線：長浜駅 - 草津駅間
- 電化区間：全線電化（直流1500 V）
- 閉塞方式：複線自動閉塞式
- 保安装置：ATS-PおよびATS-SW（拠点P方式）
- 運転指令所：大阪総合指令所
- 列車運行管理システム：JR京都・神戸線運行管理システム
- 最高速度：
  - 長浜駅 - 米原駅間：120 km/h
  - 米原駅 - 京都駅間：130 km/h
- IC乗車カード対応区間
  - ICOCAエリア：全線（全線PiTaPaポストペイサービス対象区間）

## 沿線概況
草津駅 - 京都駅間は複々線で、外側の2線（外側線）は主として特急列車・貨物列車及び草津線直通の普通が使用し、内側の2線（内側線）は新快速・普通（高槻または京都から快速）が使用している。ホームの両面とも客扱いするため、いずれの駅にもホームドアも柵も設置されていない。基本的に外側線の通過列車は、京都駅以西のJR京都線やJR神戸線と異なり、特急及び貨物列車に限る運用がなされており、実質的に貨客分離となっているが、ラッシュ時を中心に外側線を走る新快速があり、また事故などでダイヤが乱れた場合には外側線を走る普通があるなど、京都駅以西の複々線区間と比較して柔軟な運用が行われている。米原駅 - 京都駅間の全線で130 km/h運転が可能であり、特に草津駅 - 京都駅間は内側線も130 km/hに対応している。南彦根駅・稲枝駅・篠原駅・守山駅・栗東駅・南草津駅・瀬田駅・大津駅は絶対信号機を持たないため停留所に分類される。能登川駅で上り米原方面行きの列車、近江八幡駅で下り京都方面行きの列車がそれぞれ緩急接続ができるほか、河瀬駅・安土駅・野洲駅に中線があり普通列車の特急・貨物列車の待避や折り返しに使用される。野洲駅には網干総合車両所宮原支所野洲派出所がある。そのため野洲駅を始発・終着駅とする区間列車が多く設定されている。

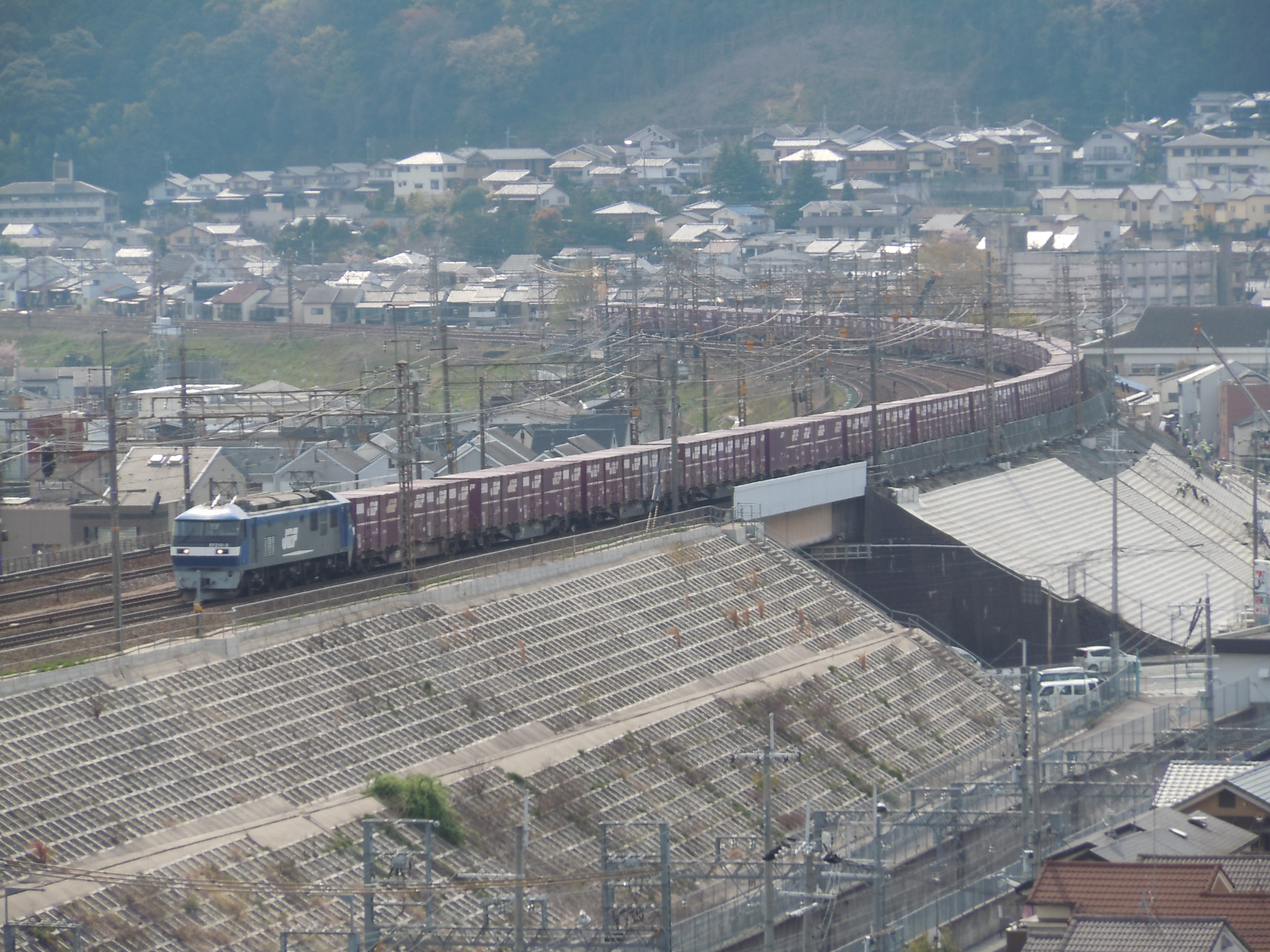
山科付近を走行する貨物列車

## 運行形態
| 種別＼駅名              | …         | 長浜    | 長浜    | …       | 米原    | 米原    | …       | 野洲    | 野洲    | …       | 草津    | 草津    | …       | 山科 | 山科 | 京都 | 京都 | …         |
| ----------------------- | --------- | ------- | ------- | ------- | ------- | ------- | ------- | ------- | ------- | ------- | ------- | ------- | ------- | ---- | ---- | ---- | ---- | --------- |
| 新快速                  | 北陸本線← | 1本     | 1本     | 1本     | 1本     | 1本     | 1本     | 1本     | 1本     | 1本     | 1本     | 1本     | 1本     | 1本  | 1本  | 1本  | 1本  | →JR京都線 |
| 新快速                  |           |         |         |         |         |         |         | 1本     |         |         |         |         |         |      |      |      |      | →JR京都線 |
| 新快速                  |           |         |         |         |         |         |         |         |         |         | 1本     |         |         |      |      |      |      | →JR京都線 |
| 新快速                  | 湖西線←   | 湖西線← | 湖西線← | 湖西線← | 湖西線← | 湖西線← | 湖西線← | 湖西線← | 湖西線← | 湖西線← | 湖西線← | 湖西線← | 湖西線← | 1本  | 1本  | 1本  | 1本  | →JR京都線 |
| 普通 （JR京都線内快速） |           |         |         |         |         | 2本     | 2本     | 2本     | 2本     | 2本     | 2本     | 2本     | 2本     | 2本  | 2本  | 2本  | 2本  | →JR京都線 |
| 普通 （JR京都線内快速） |           |         |         |         |         |         |         | 2本     |         |         |         |         |         |      |      |      |      | →JR京都線 |
| 普通                    | 湖西線←   | 湖西線← | 湖西線← | 湖西線← | 湖西線← | 湖西線← | 湖西線← | 湖西線← | 湖西線← | 湖西線← | 湖西線← | 湖西線← | 湖西線← | 3本  | 3本  | 3本  |      |           |

ダイヤは基本的に、京都駅 - 大阪駅 - 姫路駅間のJR京都線・JR神戸線と長浜駅 - 近江塩津駅・敦賀駅間の北陸本線の直流電化区間と一体的に組まれている。琵琶湖線内の列車種別は、一部の駅を通過する「新快速」と各駅に停車する「普通」が中心である。この2種別によるパターンダイヤが組まれており、日中は15 - 30分ヘッドの等時隔ダイヤとなっている。このほかに一部特別料金を必要とする優等列車も走る。
土曜・休日ダイヤの7時台に米原駅から野洲駅までを普通、野洲駅で新快速に種別を変更する京都・大阪・神戸方面行きの列車があった。2011年3月11日までは平日朝に草津駅 → 米原駅間・京都駅 → 野洲駅間でそれぞれ普通となる新快速が設定されていた。また、2007年3月3日までは平日午前中に米原駅 → 野洲駅間で普通列車となる京都・大阪・神戸方面行きの列車があった。2021年10月2日より長浜駅 - 米原駅間の新快速が日中時間帯1時間に1本の運行となった。
この区間のダイヤは、京都駅 - 草津駅間で普通（京阪神間快速電車の延長）が日中時間帯1時間に4本の運行となった1972年3月15日改正が原型で、その後草津駅 - 野洲駅・米原駅間の増発が行われてきた。新快速の運転開始当時は、普通の中に割って入れたダイヤであったため、新快速と普通の乗り継ぎは考慮されていなかったが、その後の新快速の増発に合わせて米原方面への上り列車は草津駅や野洲駅で、京都方面への下り列車は朝晩に近江八幡駅で接続を取るダイヤが設定されてきた。2003年12月1日の改正では新快速が停車しない中間駅からの所要時間短縮を目的に、日中の上り野洲行き新快速からの米原方面への普通、また近江八幡駅での米原方面からの下り普通から新快速への相互接続ダイヤを組んだが、京都方面への下りの場合、近江八幡駅や彦根駅での実質利用可能列車の減少というデメリットが大きいため、2008年3月15日改正で米原発の列車は京都駅に先着するダイヤに戻された。
夜間の車両収容は網干総合車両所宮原支所の野洲派出所・米原派出所の電留線を利用している。

### 優等列車
大阪方面から北陸方面への特急列車は山科駅から湖西線に入り、米原駅から名古屋方面へは東海道新幹線が並行するため、山科駅 - 米原駅間を走行する優等列車は、JR京都線と比べると本数は少ない。
2024年3月16日の改正ダイヤでは、米原駅 - 山科駅間を定期で運転される列車は以下のとおりで、特急「はるか」は野洲駅発着関西空港行2往復と草津発関西空港行き1本、特急「らくラクびわこ」米原駅発着1往復と大阪発草津行きが1本運転されているほかは、いずれも1日1往復の運転である。ただし、「らくラクびわこ」は京都・大阪方面への通勤利用客を主な対象としているため土曜・休日ダイヤでは運転されていない。「はるか」は新快速と同一停車駅で、「らくラクびわこ」は能登川駅以外の新快速停車駅に、「ひだ」は米原駅・草津駅・京都駅に停車する。山科駅 - 京都駅間はこれらに特急「サンダーバード」など湖西線経由の列車が加わる。「サンダーバード」については湖西線内の強風による迂回運転時には京都駅 - 長浜駅間の琵琶湖線全線での運行に変更され、下り（敦賀行き）のみ米原駅に運転停車する（上りの大阪行きは客扱いあり）以外は、琵琶湖線内は無停車で運行される。米原駅 - 長浜駅間には名古屋駅および米原駅と北陸新幹線を連絡する特急「しらさぎ」が名古屋駅・米原駅 - 敦賀駅間で運転されている。
- 寝台特急「サンライズ瀬戸」「サンライズ出雲」（東京駅 - 高松駅・出雲市駅間） - 但し、琵琶湖線内では米原駅に運転停車するのみで、客扱いを行う停車駅はない。
- 特急「らくラクびわこ」（米原駅・草津駅 - 大阪駅間）
- 特急「はるか」（野洲駅・草津駅 - 関西空港駅間）
- 特急「ひだ」（高山駅 - 大阪駅間）

これらの特急の自由席を米原駅 - 京都駅間で利用した場合、同区間を東海道新幹線の自由席を利用する場合と比較して特急料金が高くなる（特定特急券の項目も参照）。

### 新快速
新快速は、他社鉄道線と競合する京阪神間の速達輸送を目的に1970年より運行を開始した列車であり、現在の琵琶湖線区間には翌1971年から乗り入れている。
北陸本線から琵琶湖線を経てJR京都線・JR神戸線方面へ直通運転を行っている。琵琶湖線内では長浜駅 - 彦根駅間は各駅に停車、彦根駅 - 京都駅間では一部の駅（彦根駅・能登川駅・近江八幡駅・野洲駅・守山駅・草津駅・南草津駅・石山駅・大津駅・山科駅）にのみ停車する快速運転を行う。京都駅 - 草津駅間は列車により内側線または外側線を走るが、平日の朝ラッシュ時は外側線を走り、京都駅では0・6番のりばに停車する。
日中時間帯の琵琶湖線系統は1時間に3本（うち1本が野洲駅発着、1本が草津駅発着）で、運転間隔が広がる部分がある。これは京都駅 - 山科駅間の1時間に4本のうち、1本は湖西線直通で運行されているからである。京都駅 - 大阪駅 - 姫路駅間のJR京都線・神戸線と直通運転をしている。上り列車は京都駅を毎時00・15・30・45分の15分間隔で発車する。
運転区間の拡大に合わせたダイヤ改正により運転時間の拡大も続き、1999年5月10日に平日ダイヤの朝ラッシュ時に増発、2004年10月16日に平日ダイヤの夕ラッシュ時に増発と続き、2009年3月14日には夜の大阪方面に向かう下り列車の増発も行われた。2011年3月12日の改正で南草津駅が新快速の停車駅になり、また、土曜・休日ダイヤのすべての新快速が京都駅 - 米原駅間で12両編成に統一された。
全列車とも223系（1000番台および2000番台）・225系（0番台および100番台）電車（いずれも網干総合車両所所属）の8両または12両編成で運転される。北陸本線の区間はホーム有効長の関係で長浜駅発着は4両または8両編成、近江塩津駅・敦賀駅発着は4両編成で運転されるため、米原駅で車両の連結・切り離しを行う列車が多い。2017年3月4日のダイヤ改正より平日・土曜/休日とも京都駅 - 米原駅間のほぼすべての列車が12両編成に統一された（平日朝の京都発1本および夕方ラッシュ時の大阪始発は除く）。
米原駅を境に列車番号が変更される。以前は、平日のみ運行される米原発7時台の京都・大阪方面神戸・姫路行き（米原で長浜発の8両編成と近江塩津発の4両編成を連結する）は、長浜発の編成のみ米原駅で列車番号を変えていた（近江塩津発の編成と番号が揃えられる）。
事故などのトラブルでダイヤが乱れた場合や、ダイヤの乱れが見込まれる場合、米原駅で運転を打ち切り、米原駅以北と以南で別の編成を用いて運転することがある。

### 普通
琵琶湖線内は各駅に停車する。草津駅 - 京都駅間は内側線で運転されている。朝・深夜の一部列車をのぞきJR京都線・JR神戸線に直通し、JR京都線・JR神戸線内では高槻駅 - 大阪駅 - 西明石駅間（始発から朝ラッシュ時までは京都駅 - 長岡京駅 - 高槻駅 - 大阪駅 - 西明石駅間）で快速となる。JR宝塚線には直通しない。
朝ラッシュ時は米原・野洲発の系統のほか、安土発や草津線柘植発の列車もある。日中時間帯は1時間に4本（うち2本は京都駅 - 野洲駅間の区間系統）で運行されており、上り列車は京都駅を毎時07・22・37・52分の15分間隔で発車する。朝晩は長浜駅発着系統がある。2016年3月26日のダイヤ改正以前は東海旅客鉄道（JR東海）大垣駅発着の設定もあった。
221系・223系（1000番台・2000番台・6000番台）・225系（0番台・100番台）電車（いずれも網干総合車両所所属車）の6・8・10・12両編成で運転されている。京都駅発着の列車には4両編成で運行される列車があり、長浜駅・近江塩津駅発着の列車では米原駅で連結・切り離しをする列車もある。なおこれらいずれの普通列車にも女性専用車の設定はない。
JR京都線直通列車の中には、運行全区間の各駅に停車する列車（京阪神緩行線）も少数存在する。京都発平日8時台の普通電車草津行きは、JR宝塚線新三田始発で運行されており、運行区間内の全駅に停車する。2004年10月11日までは土曜・休日ダイヤでも設定があり、2004年10月18日から2013年3月15日までは野洲駅発着の設定もあったが、翌16日のダイヤ改正以降は西明石駅から直通する草津行きの1本のみとなった。2022年3月12日のダイヤ改正で新三田発草津行きに変更された。207系または321系が使用されており、乗り入れ先線区の関係で女性専用車の設定がある（2002年12月7日からは、始発から9時00分と17時00分から21時00分まで。2011年4月18日からは、平日・休日にかかわらず終日）。

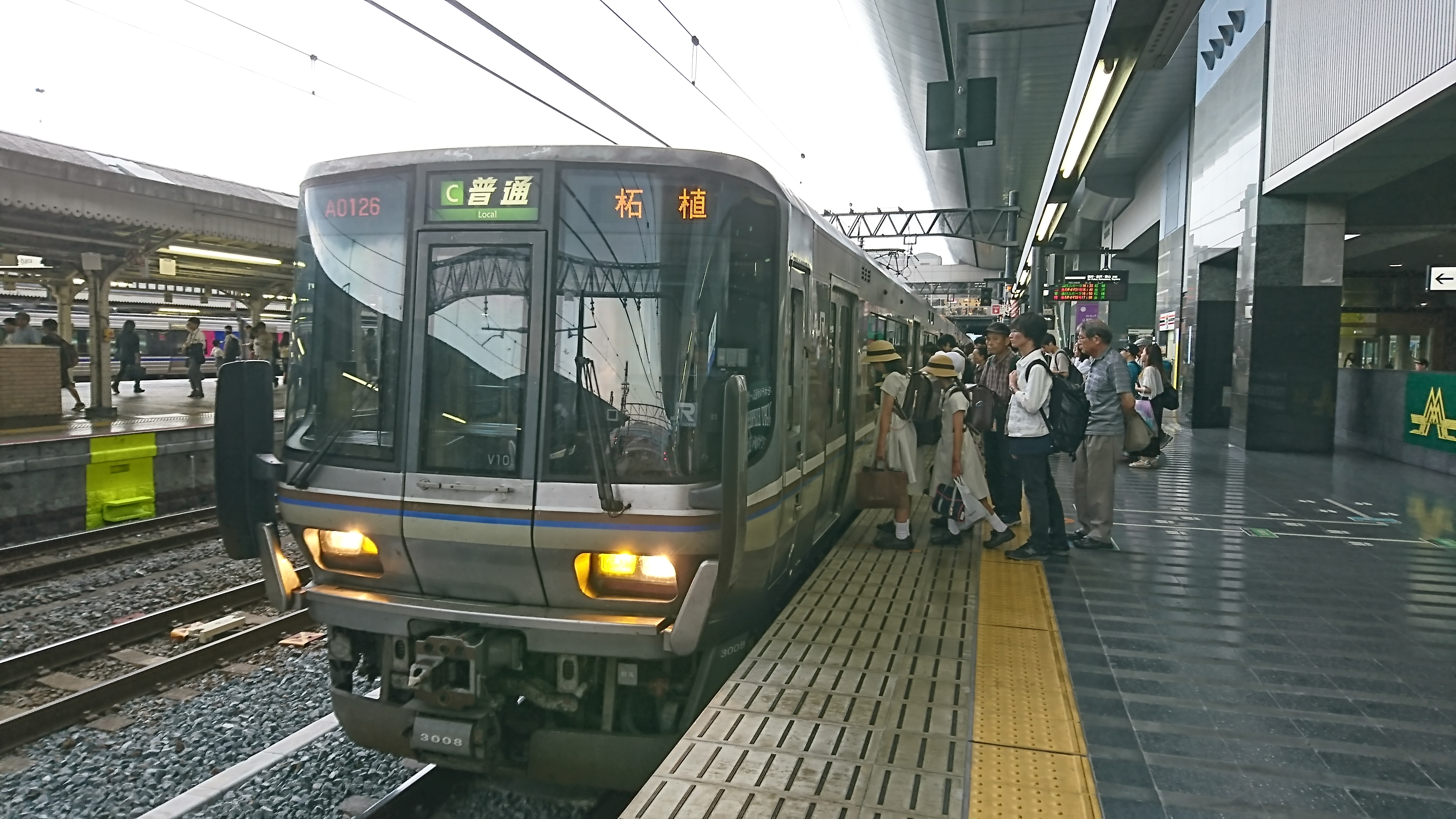
京都駅停車中の草津線柘植行き普通列車

草津線に直通する列車も朝夕に設定されており、吹田総合車両所京都支所所属の221系・223系電車や網干総合車両所所属の223系・225系電車が使われている。草津線直通の列車は新快速との接続および草津駅の線路配線の関係で草津駅 - 京都駅間を原則外側線で運転する。また山科駅 - 京都駅間は湖西線の新快速・普通も運転されており、この区間の日中は1時間に11本の運転になる。
1989年3月10日までは草津線直通の客車列車や彦根駅から北陸本線に直通する気動車列車も設定されていた。

### 臨時列車
大晦日終夜運転
琵琶湖線では、大晦日深夜から元旦にかけて、京都駅 - 草津駅間で普通のみ約60分間隔で終夜運転が実施されていた。かつては、2004年度から2010年度まで京都駅 - 野洲駅間に拡大されたこともあったが、2011年度以降は草津駅 - 野洲駅間は草津行き1本を野洲まで臨時延長する形での運行に縮小され、のちに臨時列車の運行も取り止められ、2019年度は全線で取り止めになった。

### 過去の列車
びわこライナー
通勤客向けの座席定員制のホームライナーとして1987年10月に運転を開始し（1988年3月から定期列車化）、特急「雷鳥」の間合い運用として米原駅 - 大阪駅間で休日をのぞいて1往復設定されていたが、2003年6月1日の改正で特急「びわこエクスプレス」（2024年3月16日改正で「らくラクびわこ」と改称）に置き換えられ廃止された。車両は485系が使用されていた。

びわこハリウッド号
2002年春と夏に、米原駅 - 大阪駅間で快速「びわこハリウッド号」の運転が行われた。ユニバーサル・スタジオ・ジャパン (USJ) への集客を目的としたもので、特急「雷鳥」で使用していた485系の9両編成を使用して、全車座席指定席で運転された。途中の停車駅は新快速と同じであった。

SL北びわこ号
1995年から10月および11月の日曜日や祝日、ゴールデンウイークなどに米原駅 - 木ノ本駅間で臨時列車「SL北びわこ号」が運行されていた。通過駅があるが、列車種別は快速ではない。2019年11月10日の運行が最後となった。

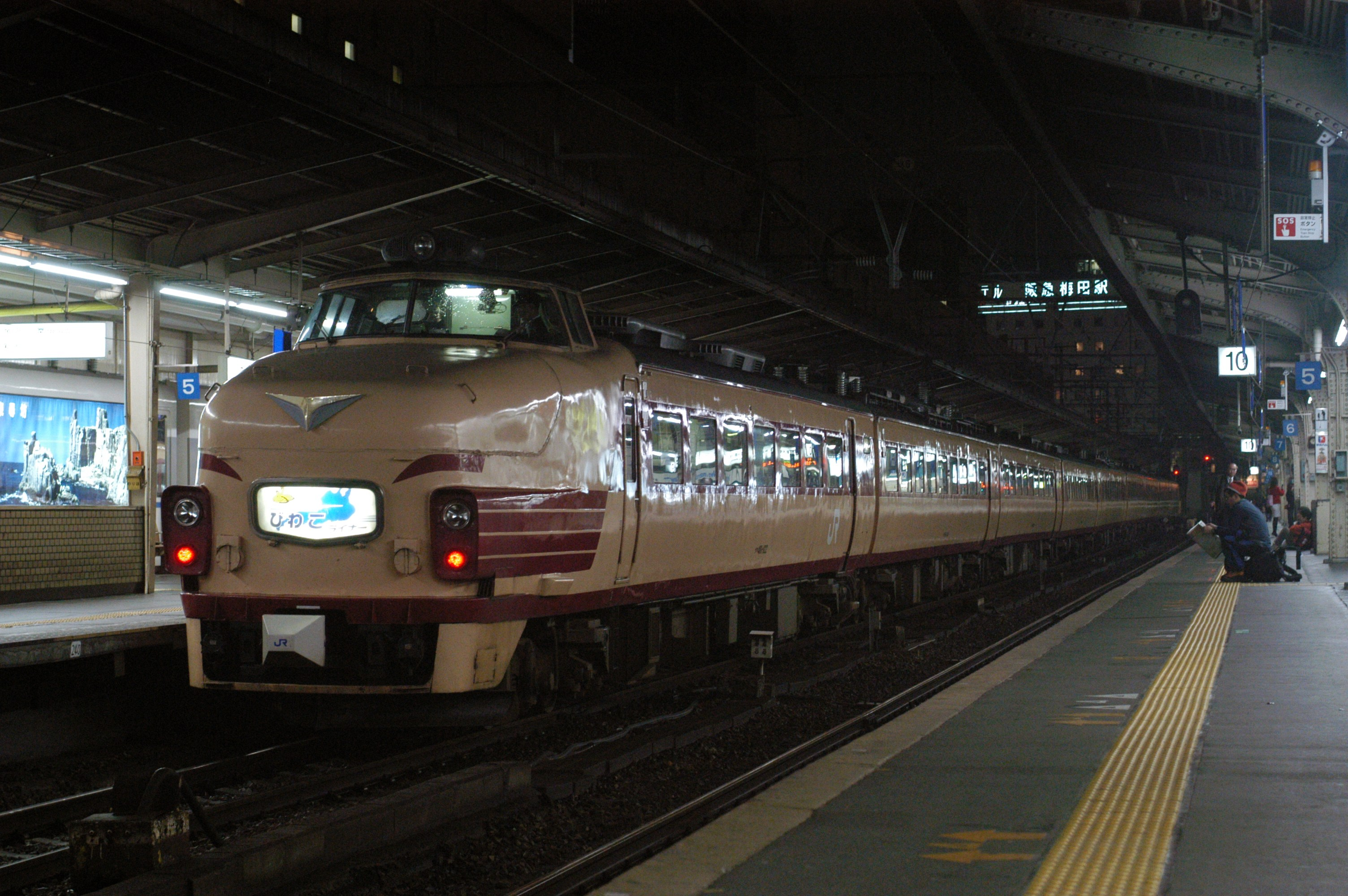
大阪駅停車中の「びわこライナー」
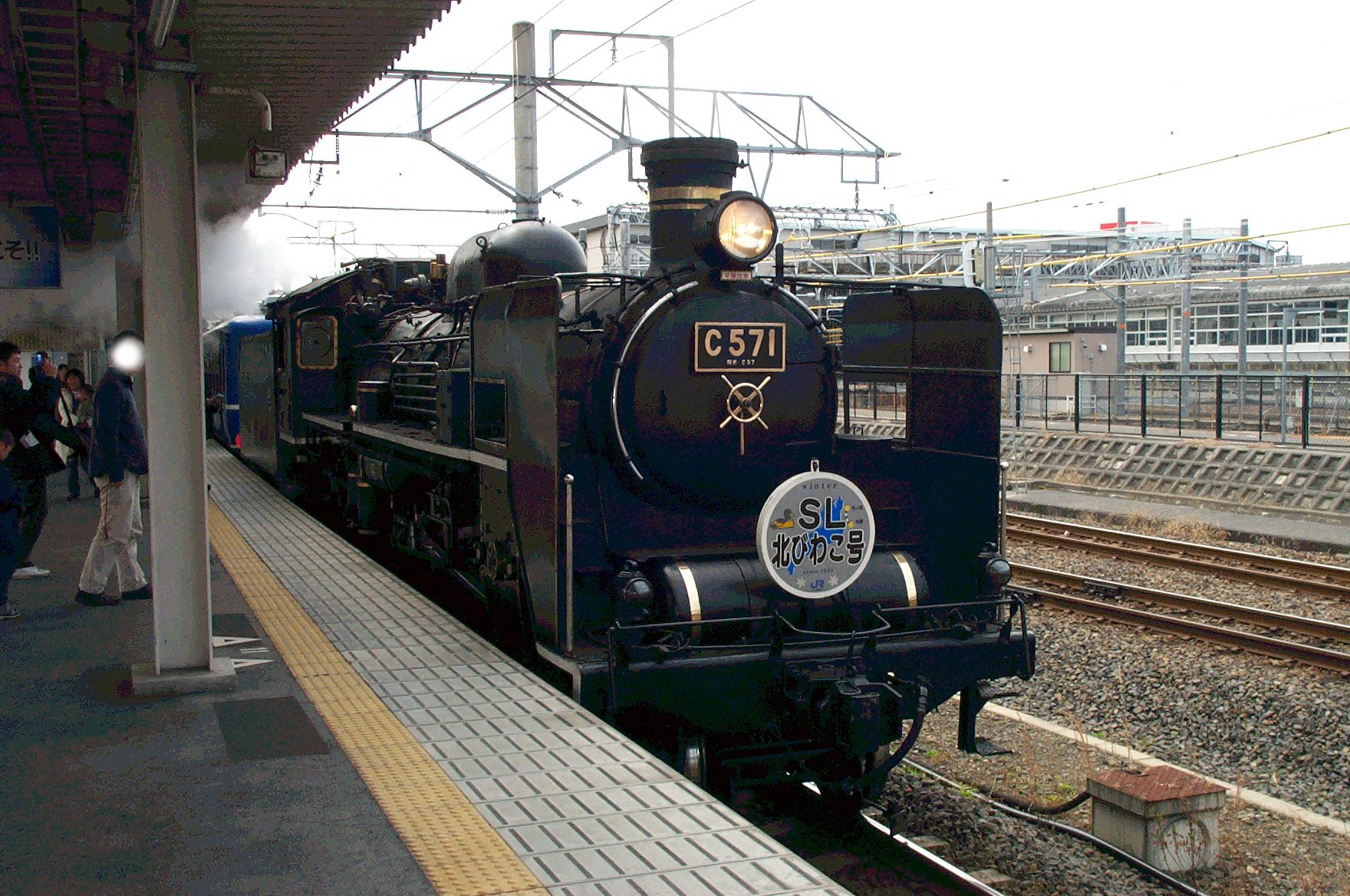
米原駅停車中の「SL北びわこ号」

## 使用車両

### 現在の使用車両

#### 特急列車

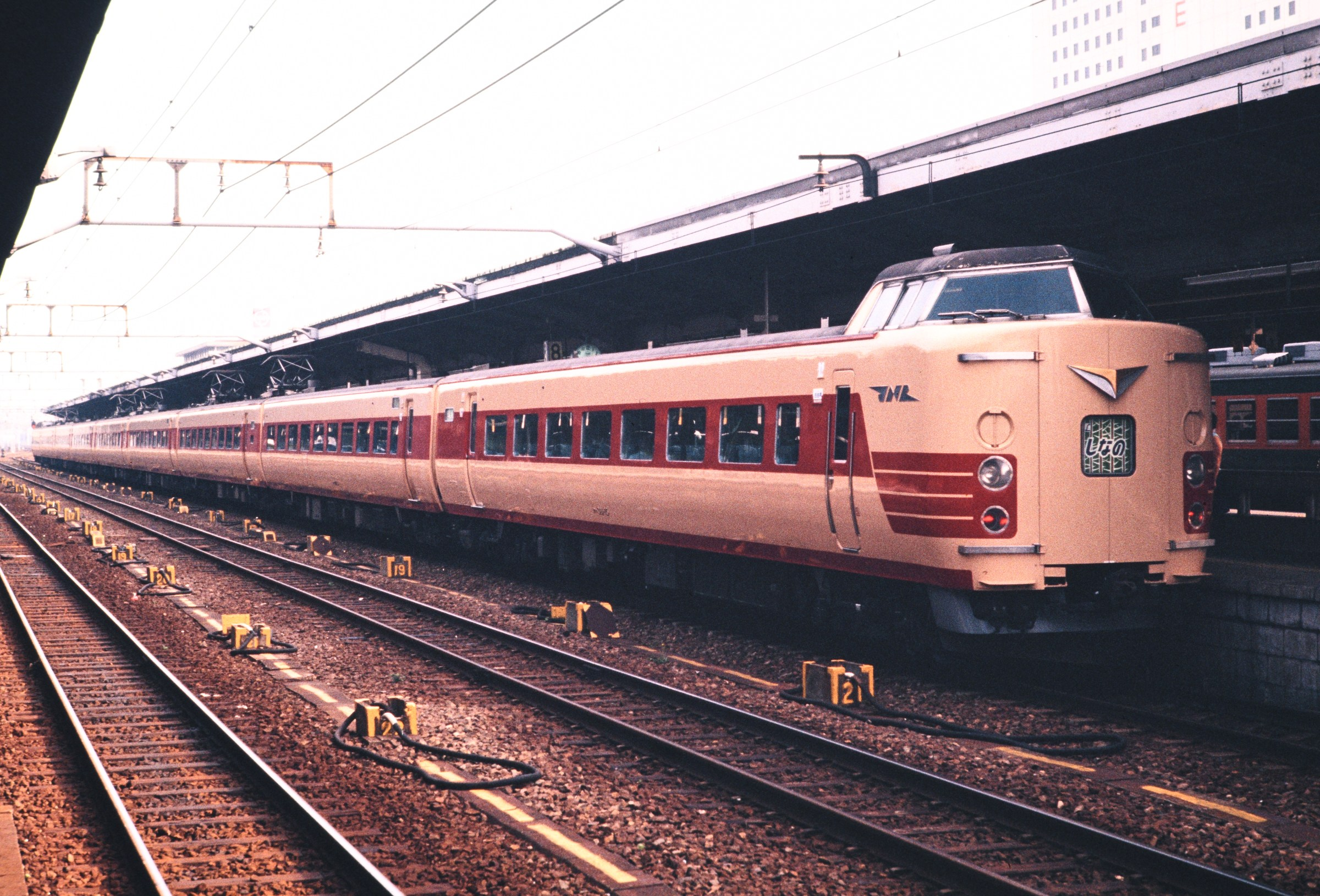
381系
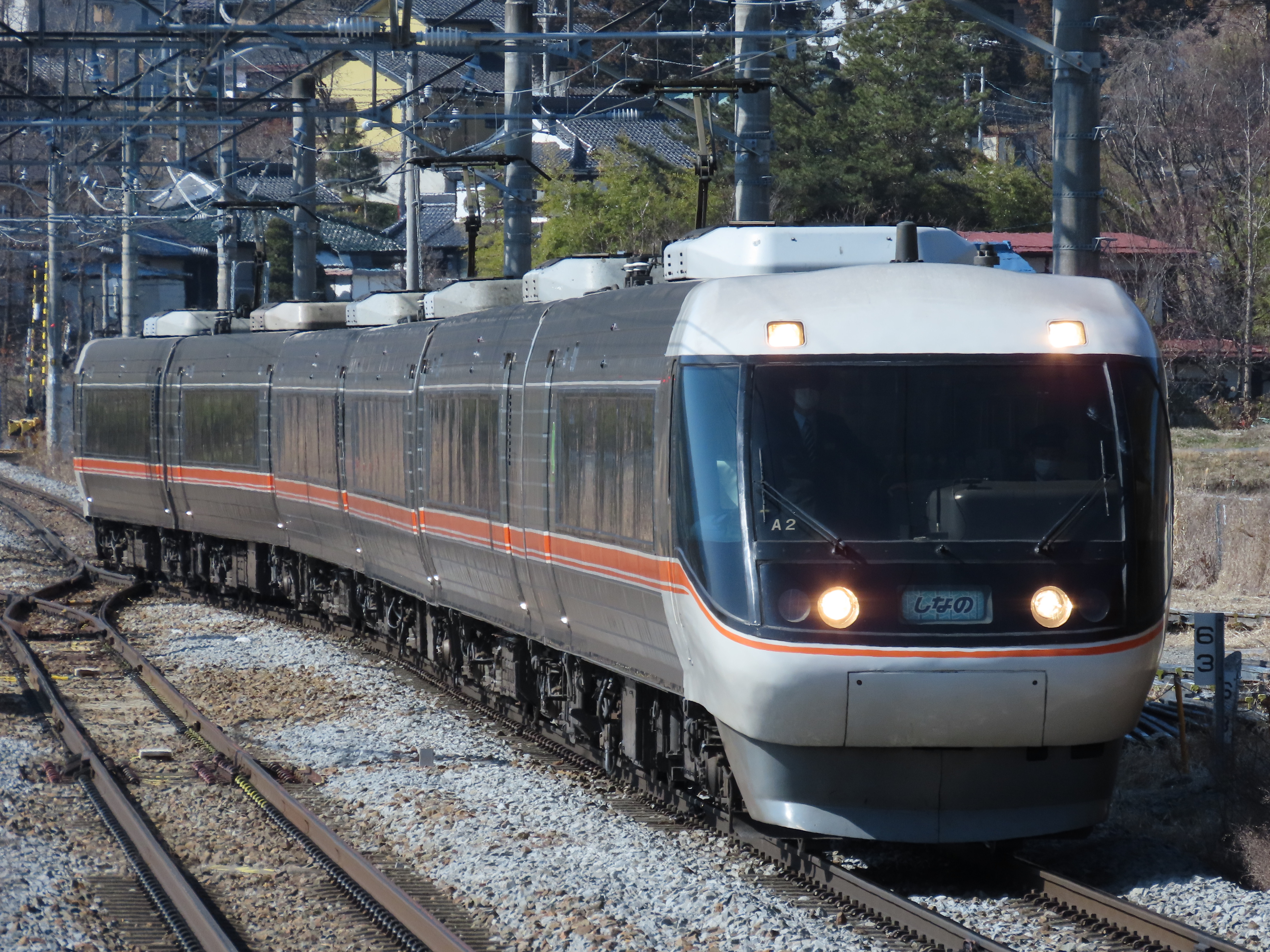
383系

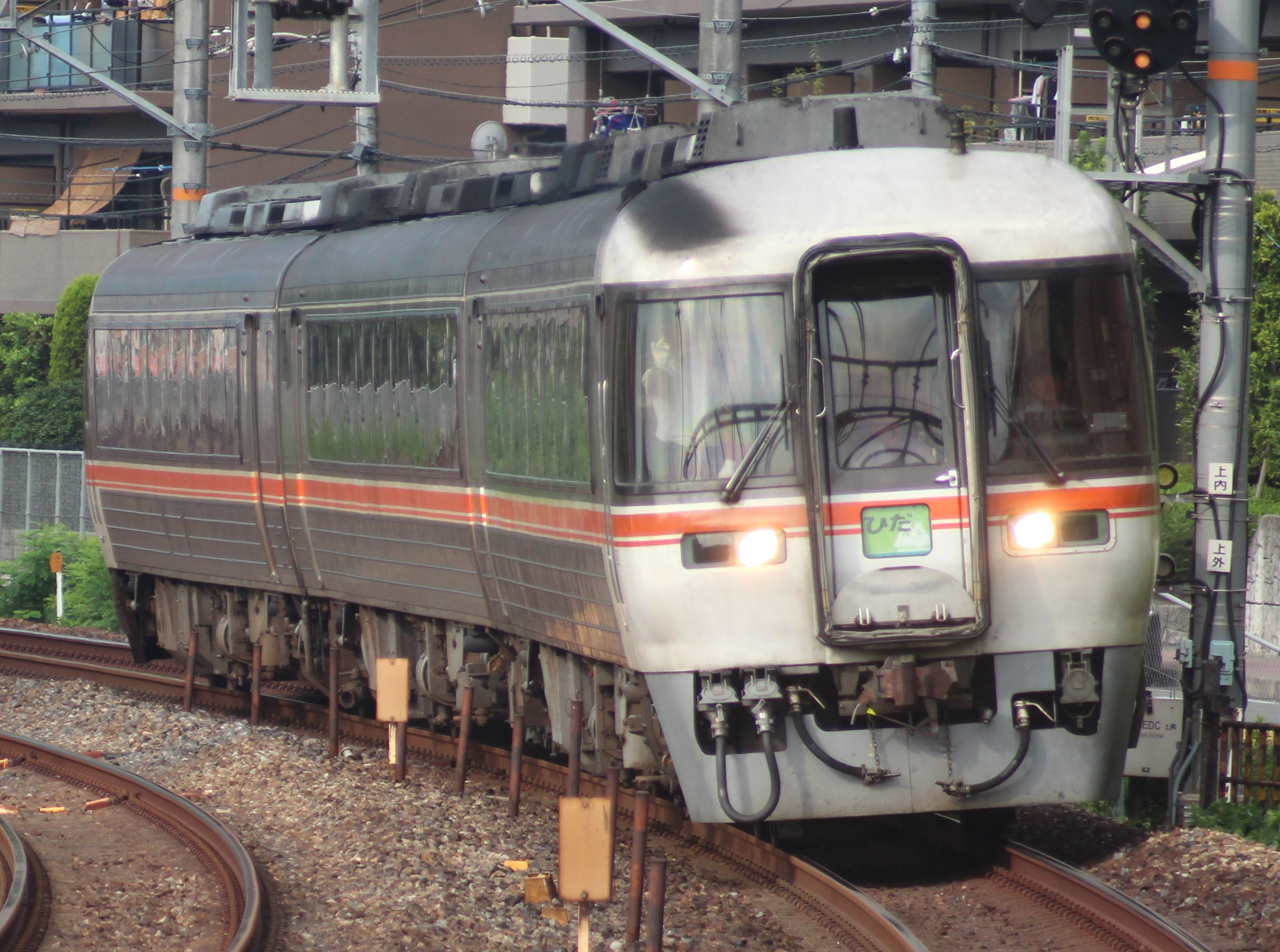
キハ85系

電車
281系・271系：2021年3月のダイヤ改正までは、米原駅 - 関西空港駅間の特急「はるか」に使用されていた。同ダイヤ改正以降は、野洲駅 - 関西空港駅間の特急「はるか」として運行され、米原駅 - 野洲駅間では見られなくなっている。
285系：東京駅 - 高松駅・出雲市駅間の特急「サンライズ瀬戸」「サンライズ出雲」に使用されている。
681系・683系：敦賀駅 - 名古屋駅間の特急「しらさぎ」、米原駅 - 大阪駅間の特急「らくラクびわこ」1・2号に使用されている。また、強風時等に琵琶湖線に迂回運転する敦賀駅 - 大阪駅間の特急「サンダーバード」にも使用される。
気動車
キハ189系：大阪発草津行きの特急「らくラクびわこ」4号に使用されている。
HC85系：2023年3月のダイヤ改正より大阪駅 - 高山駅間の特急「ひだ」に使用されている。

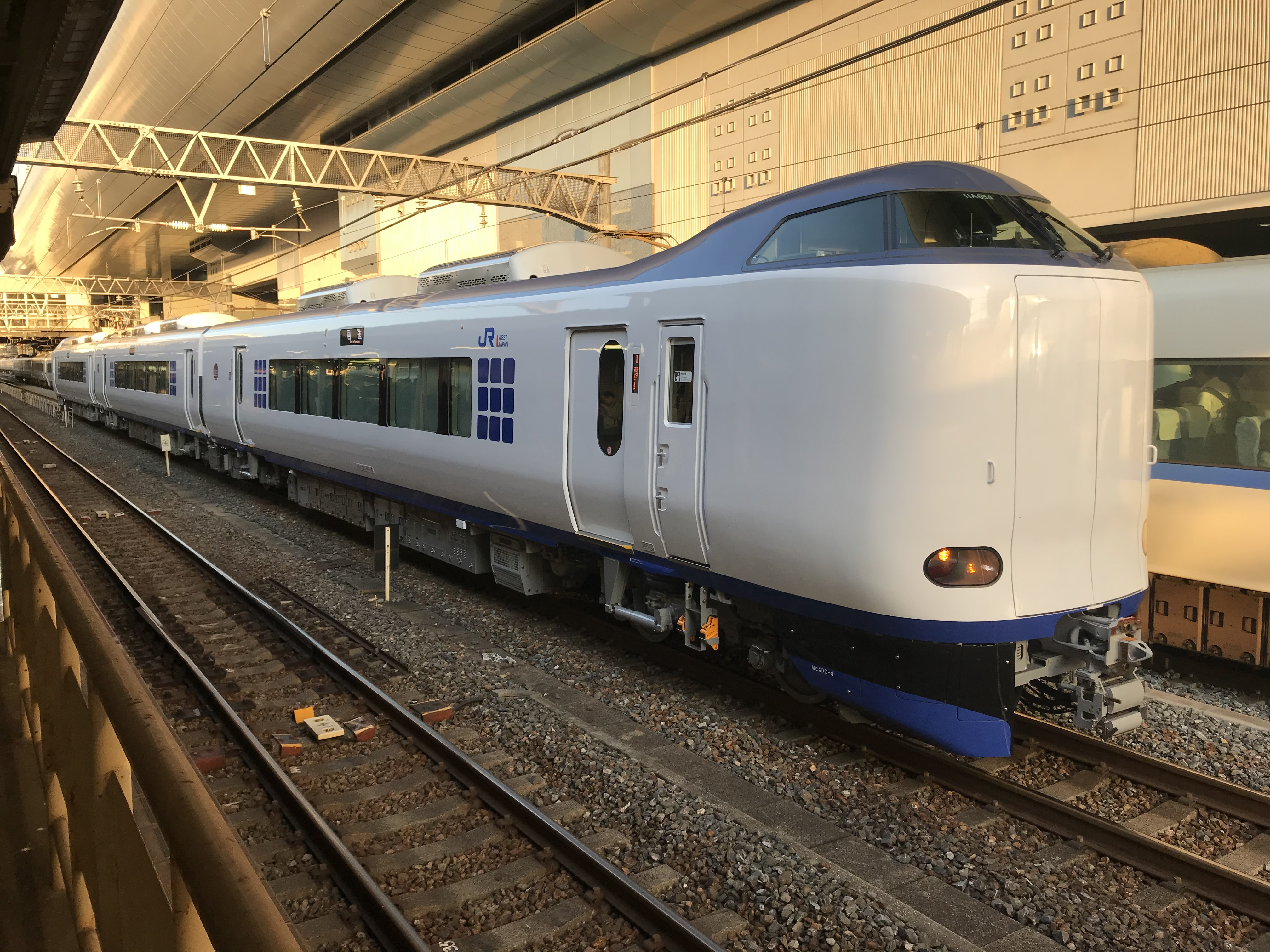
271系
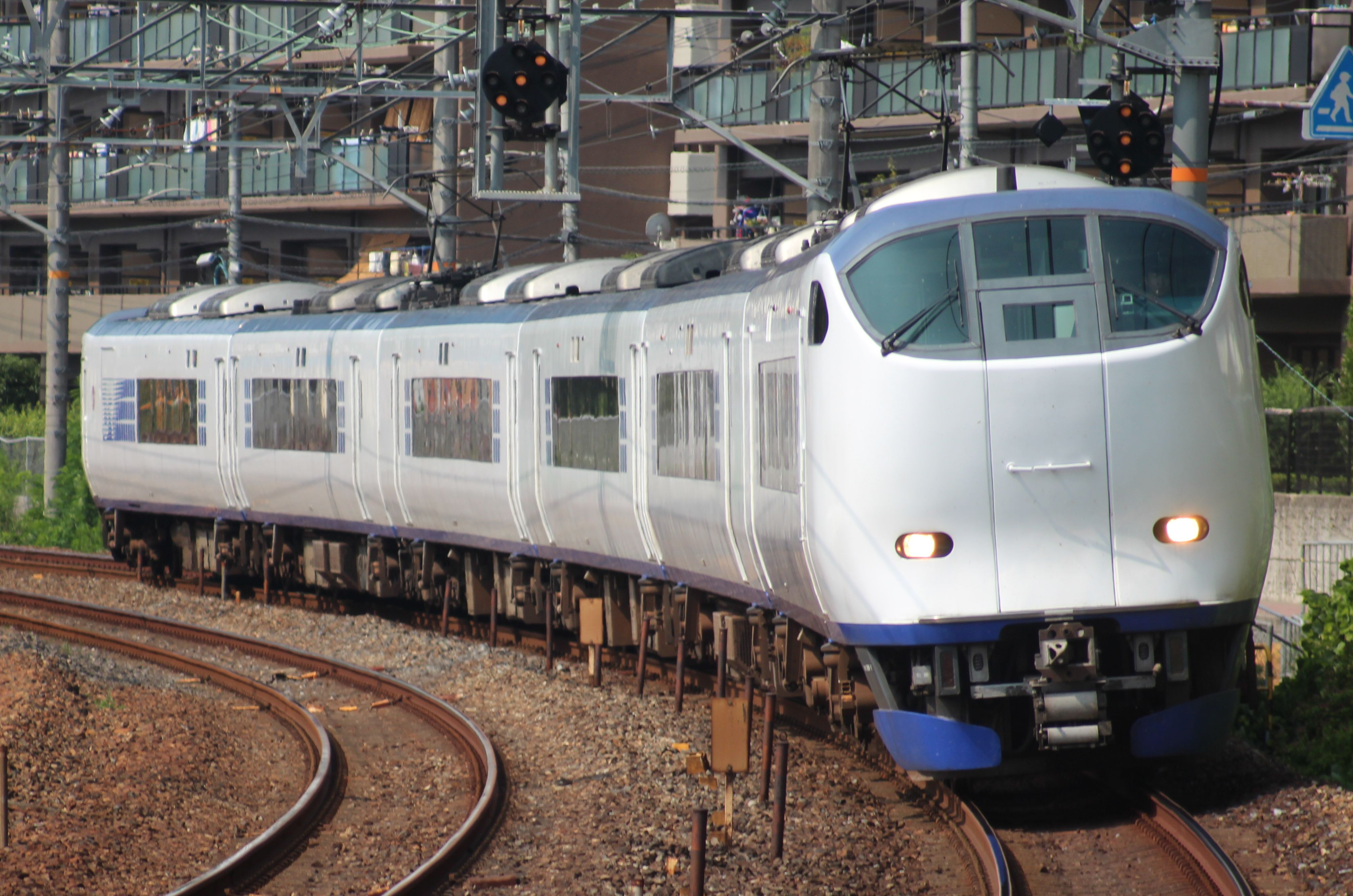
281系
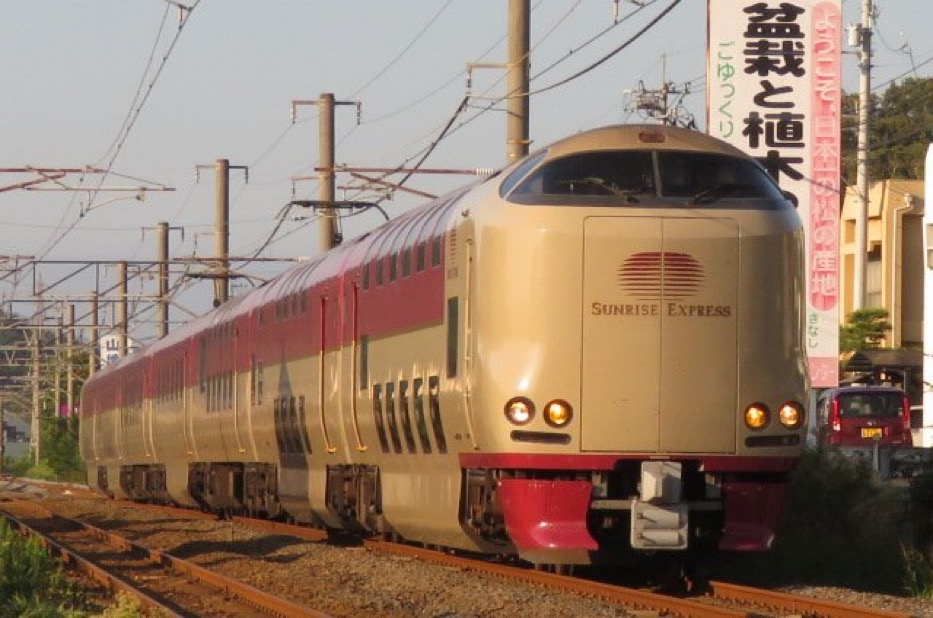
285系
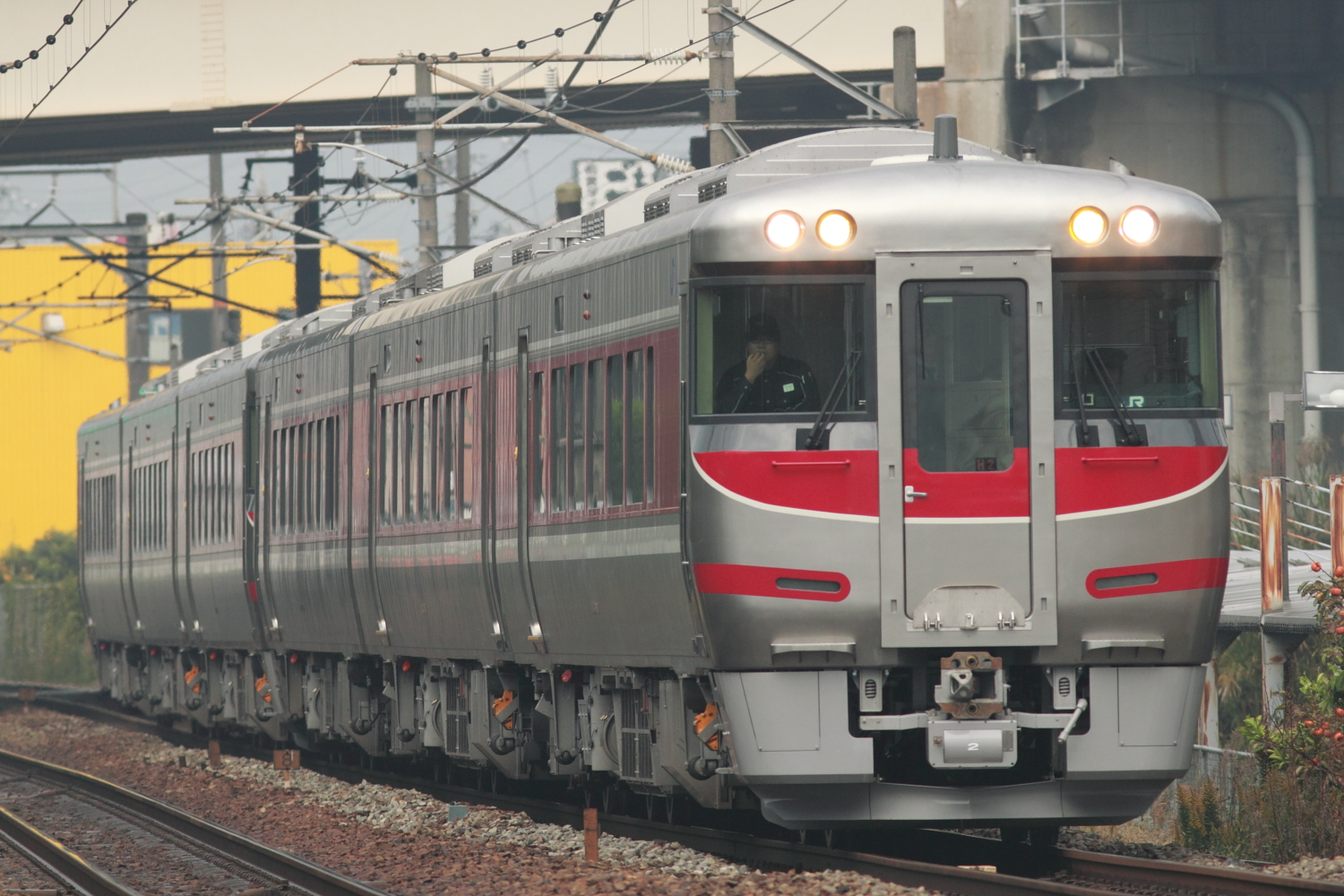
キハ189系
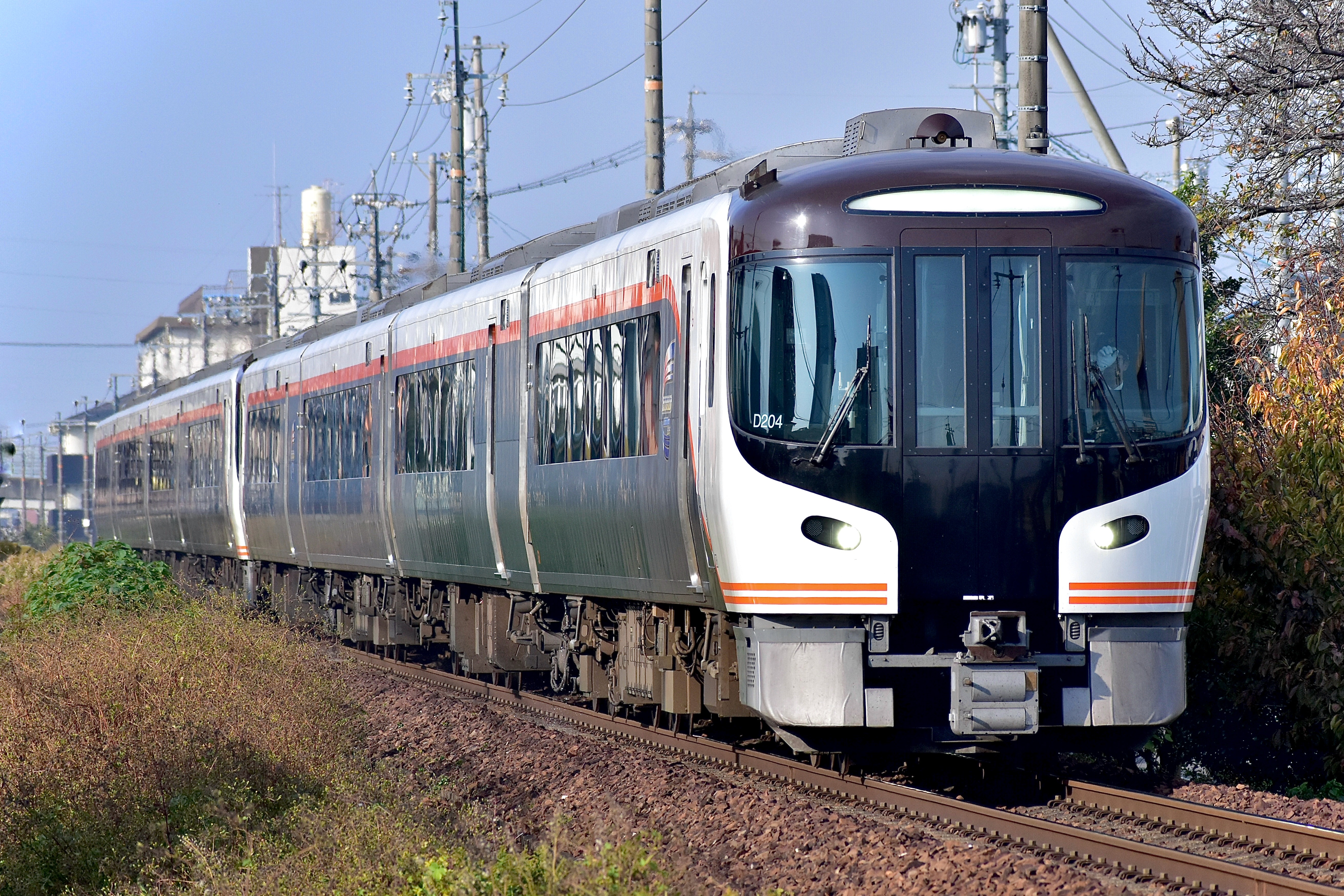
HC85系

#### 普通・快速列車
現在、定期列車はすべて電車で運転されている。
- 225系（0・100番台）（網干総合車両所）
  - 0番台は2010年12月1日から、マイナーチェンジ車の100番台は2016年7月7日から、新快速・普通（途中の駅から快速・新快速になる列車も含む）で営業運転を開始した[31][32]。湖西線・草津線に直通する列車にも使用されている。6両編成は性能的には他と変わらないが、新快速は8両または8+4の12両で運行されるので非常時を除いて新快速には使用されないほか、湖西線・草津線での運用もない。
- 223系（1000・2000・6000番台）（網干総合車両所）、（2500・6000番台）（吹田総合車両所京都支所）
  - 1000・2000番台は新快速・普通（途中の駅から快速・新快速になる列車も含む）に使用されているほか、湖西線・草津線に直通する列車にも使用されている。6両編成は性能的には他と変わらないが、新快速は8両または8+4の12両で運行されるので現在では非常時を除いて新快速には使用されないほか、湖西線・草津線での運用も無い。
  - 2500・6000番台は車両の性能を221系に合わせて固定され、221系と共通運用することを前提としているため、新快速には使用されていない。2500番台と京都支所所属の6000番台は湖西線と草津線に直通する普通列車にしか使用されず、網干本所所属の6000番台は湖西線・草津線直通には使用されない[33]。
- 221系（吹田総合車両所京都支所）
  - 湖西線・草津線直通列車に使用されている。
  - 2024年3月15日までは網干総合車両所所属車両が普通（途中の駅から快速になる列車も含む）に使用されていた。
- 207系・321系（網干総合車両所明石支所）
  - 京都駅以西でも各駅に停車する平日朝の新三田発草津行き（2022年3月11日までは西明石発草津行き）普通（京阪神緩行線）で運転されている（厳密にはその後回送で野洲駅まで運転。折り返しは京都駅まで回送される）。
  - 321系が入る前は201系も運行されており、2006年3月17日まで設定があった。また、2003年3月15日 - 8月14日の間は103系も運行されていた。
- 521系（金沢総合車両所）
  - 北陸本線内の地域輸送用として敦賀駅以北に直通可能な交直流電車が用いられ、長浜駅 - 米原駅間で普通として運転されている。ATS-Pを搭載したE編成のみが使われ、それ以外の車両は乗り入れない。2両編成でワンマン運転を行う。

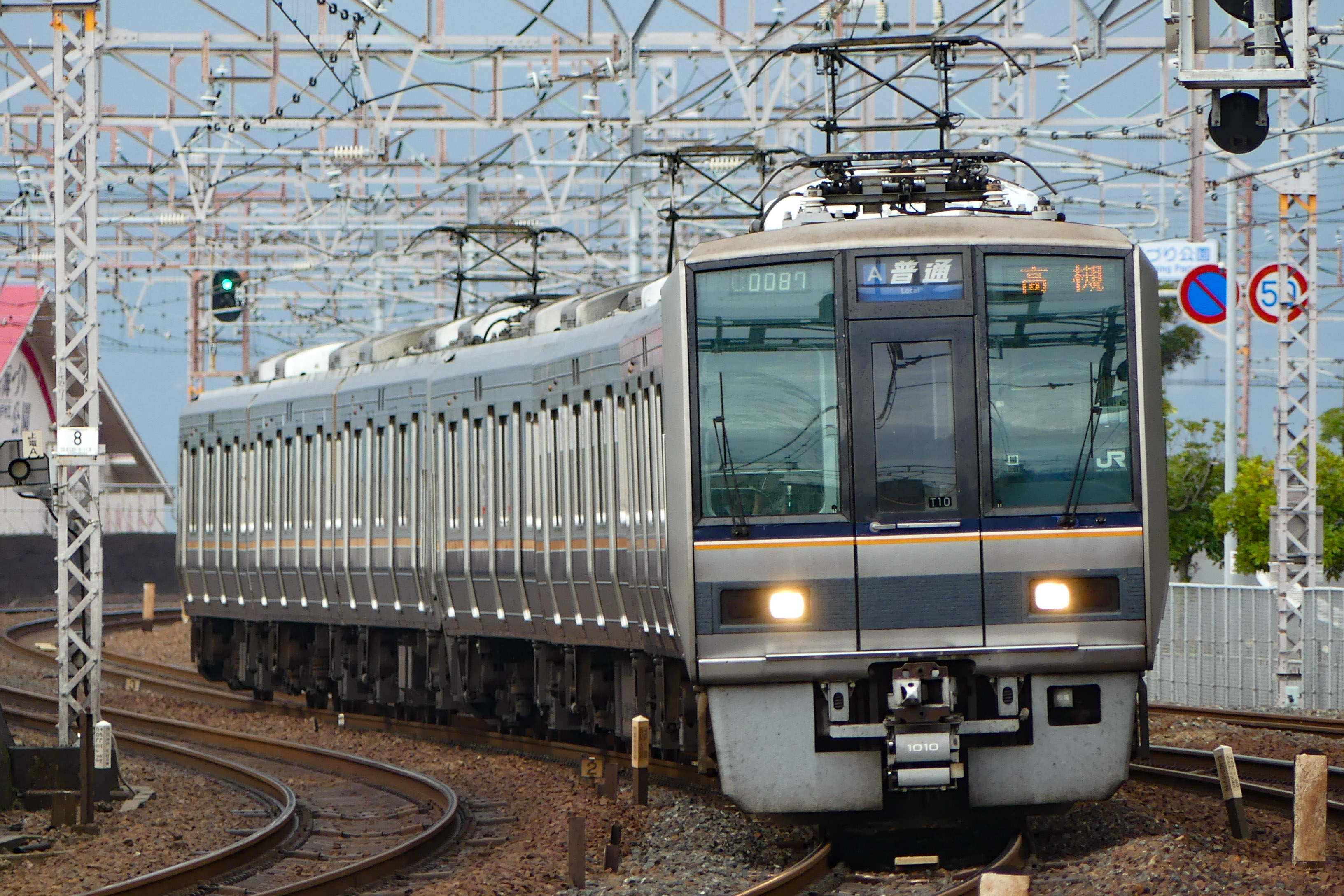
207系
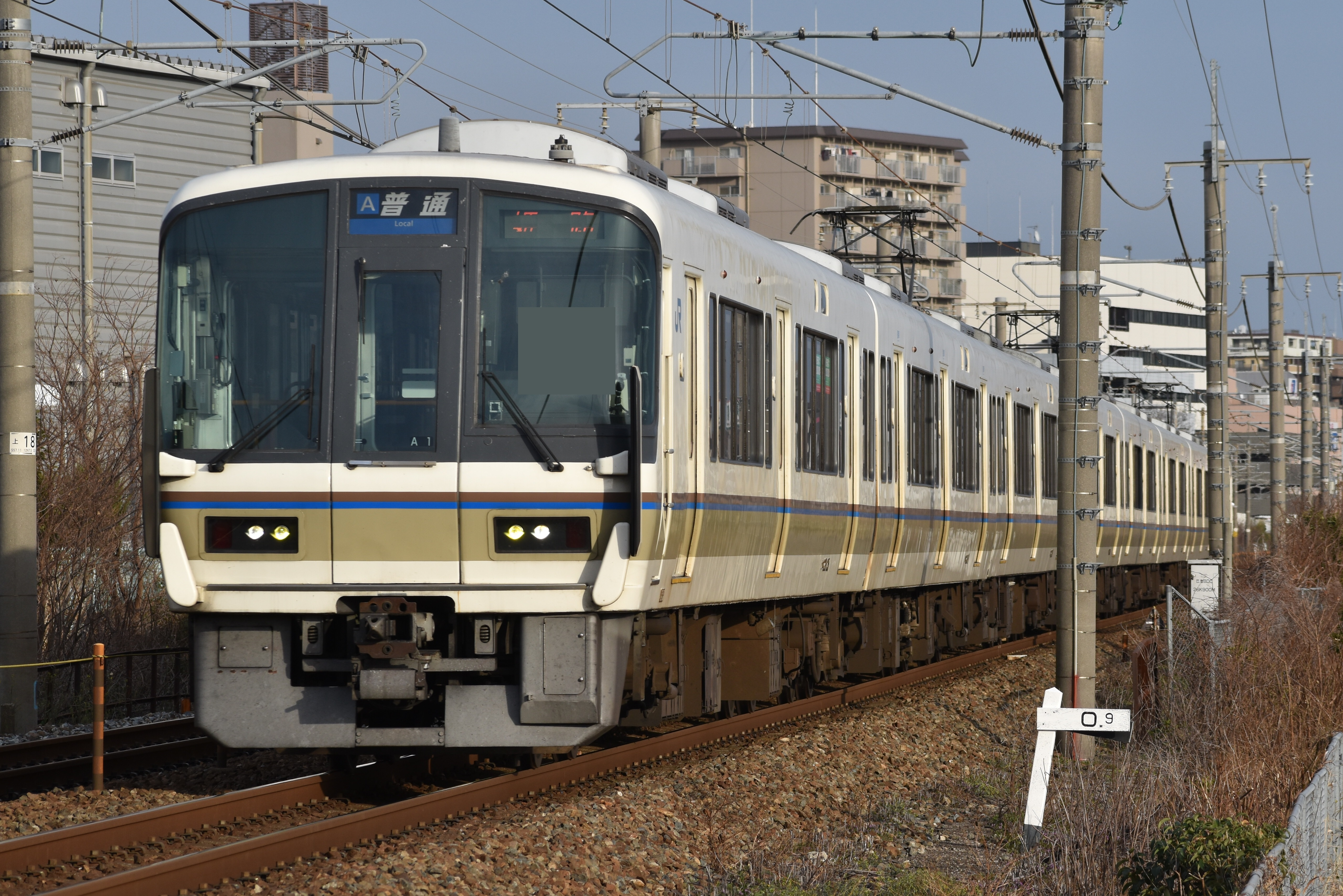
221系
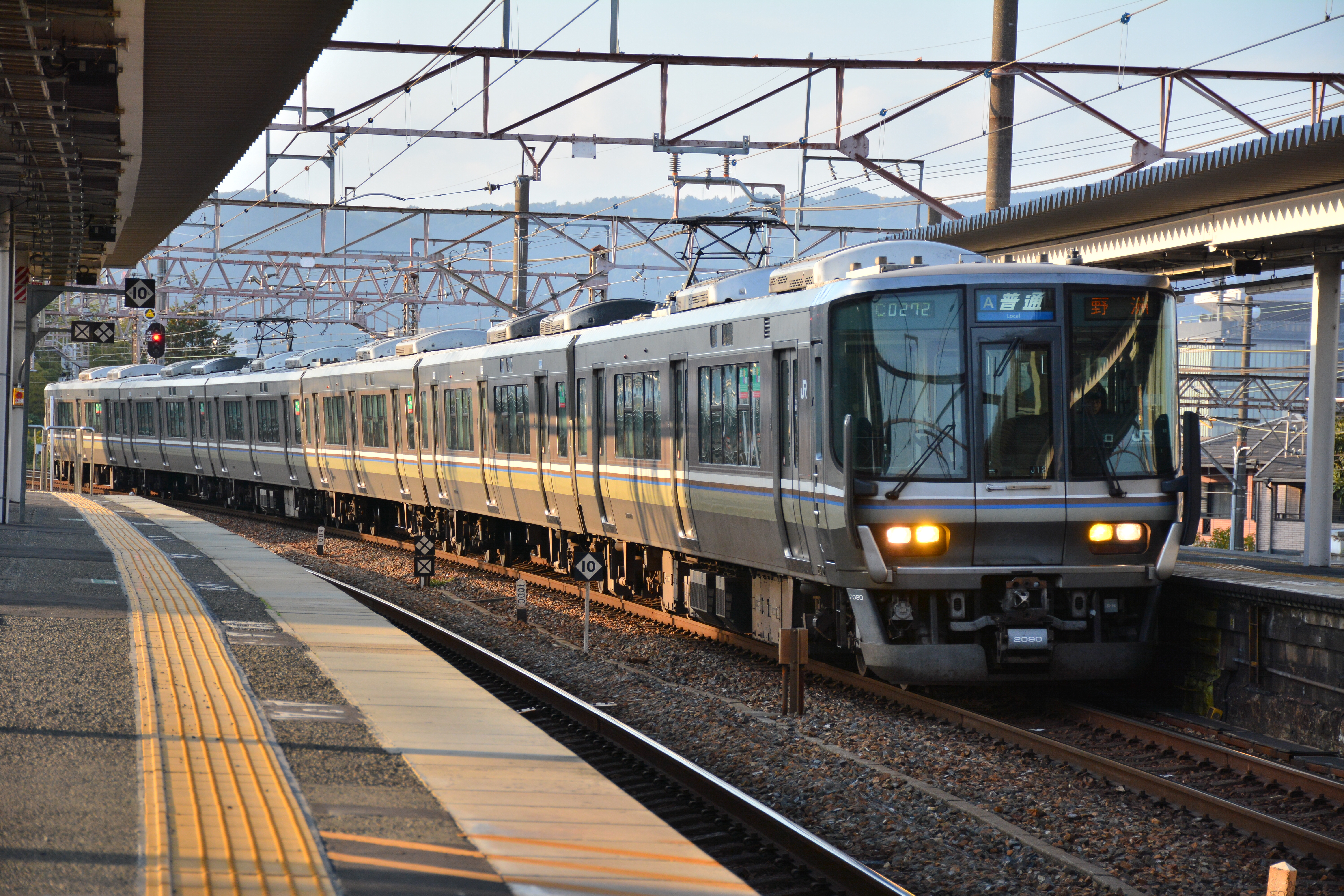
223系2000番台
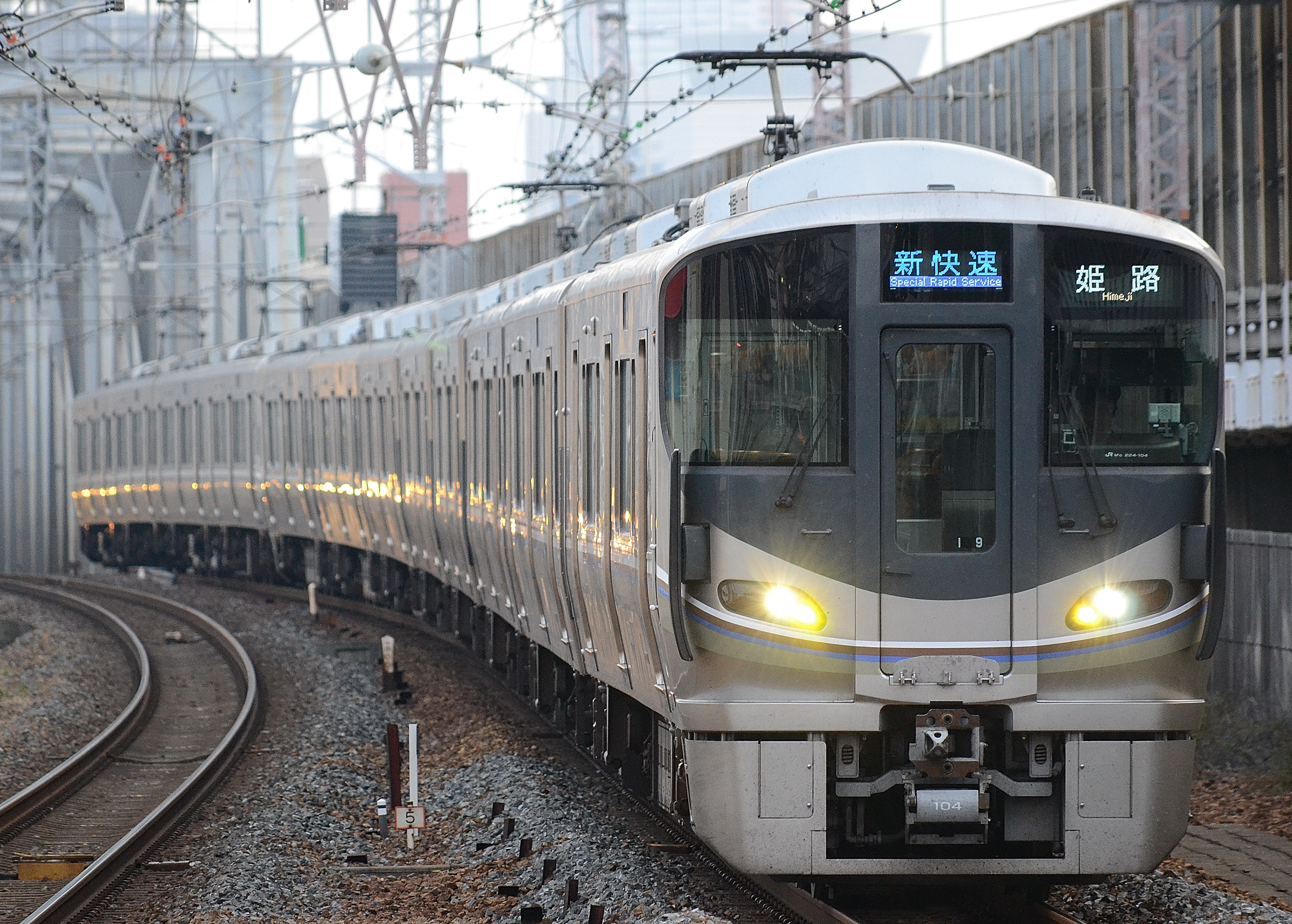
225系100番台
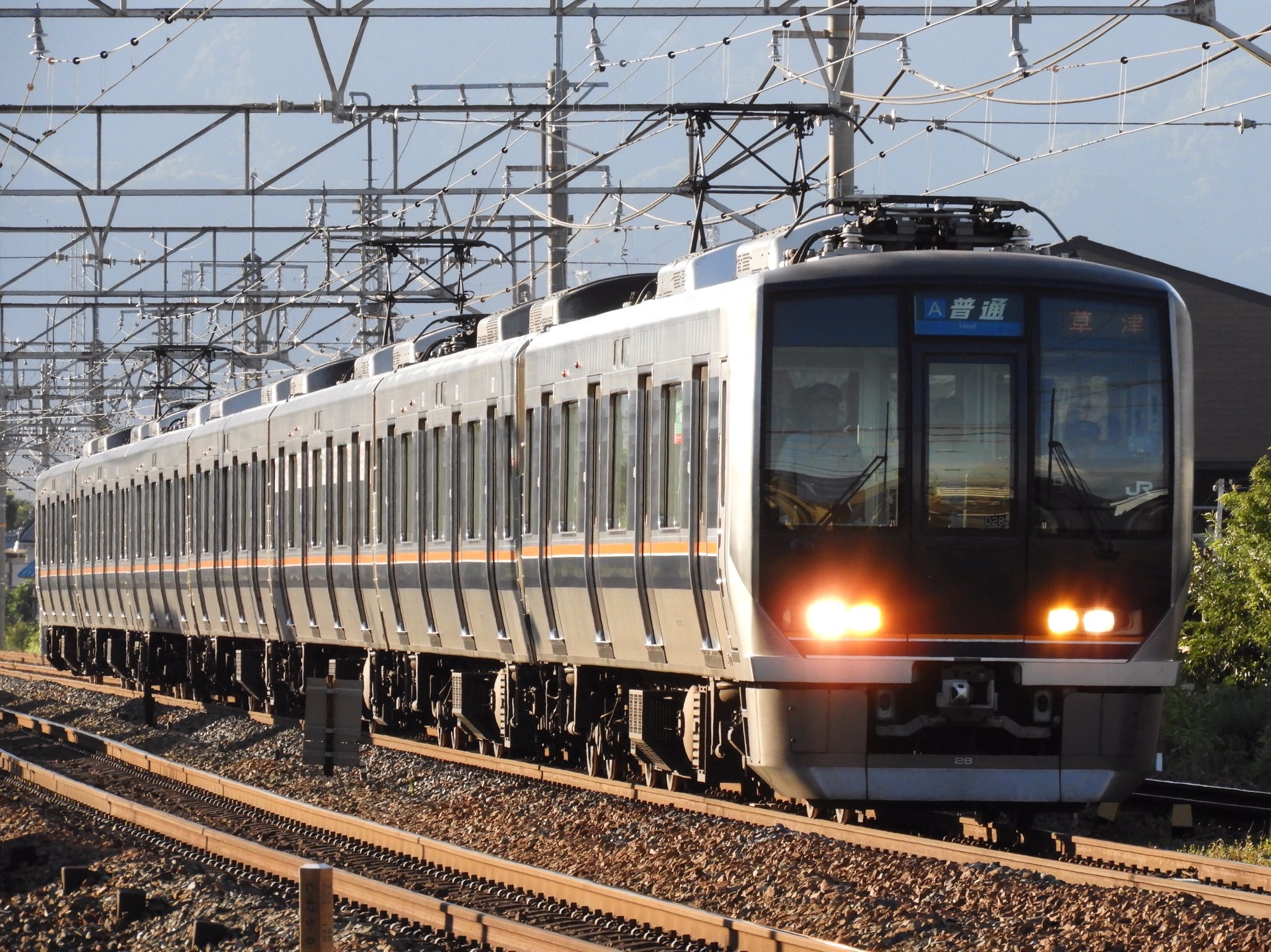
321系
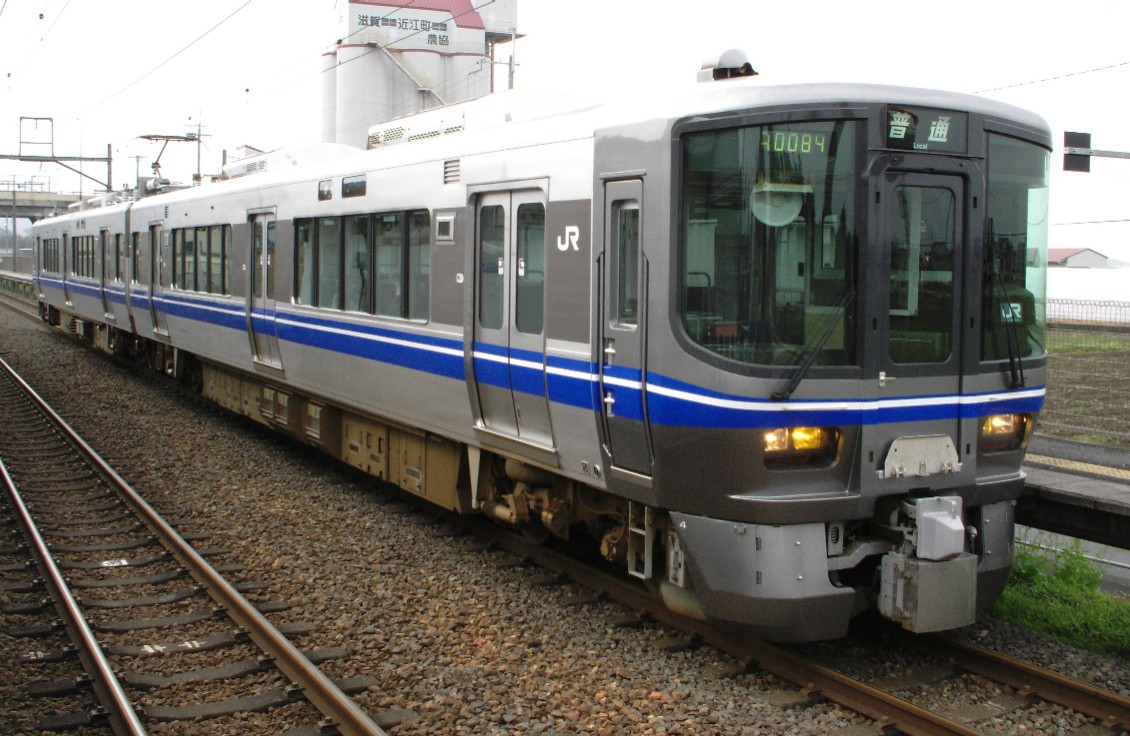
521系

### 過去の使用車両

#### 特急列車
電車
381系：大阪発着の特急「しなの」で使用。
383系：大阪発着の特急「しなの」で使用。
- 381系
- 383系

気動車
キハ85系：大阪駅 - 高山駅間の特急「（ワイドビュー）ひだ」に使用されていたが、HC85系に置き換えられた。
- キハ85系

#### 普通・快速列車
- 113系（吹田総合車両所京都支所）
  - 2004年10月15日までは米原駅 - 草津駅間でも運用され、JR東海大垣駅まで直通する列車でも運転されていた。
  - 2023年4月1日まで湖西線・草津線に直通する列車で使用されていた。
- 117系（吹田総合車両所京都支所）
  - 1980年1月22日から1999年5月まで新快速で運用。
  - 2023年4月1日まで湖西線・草津線に直通する列車で使用されていた。
- 125系（金沢総合車両所敦賀支所）
  - 長浜駅 - 米原駅間で運行されていた。

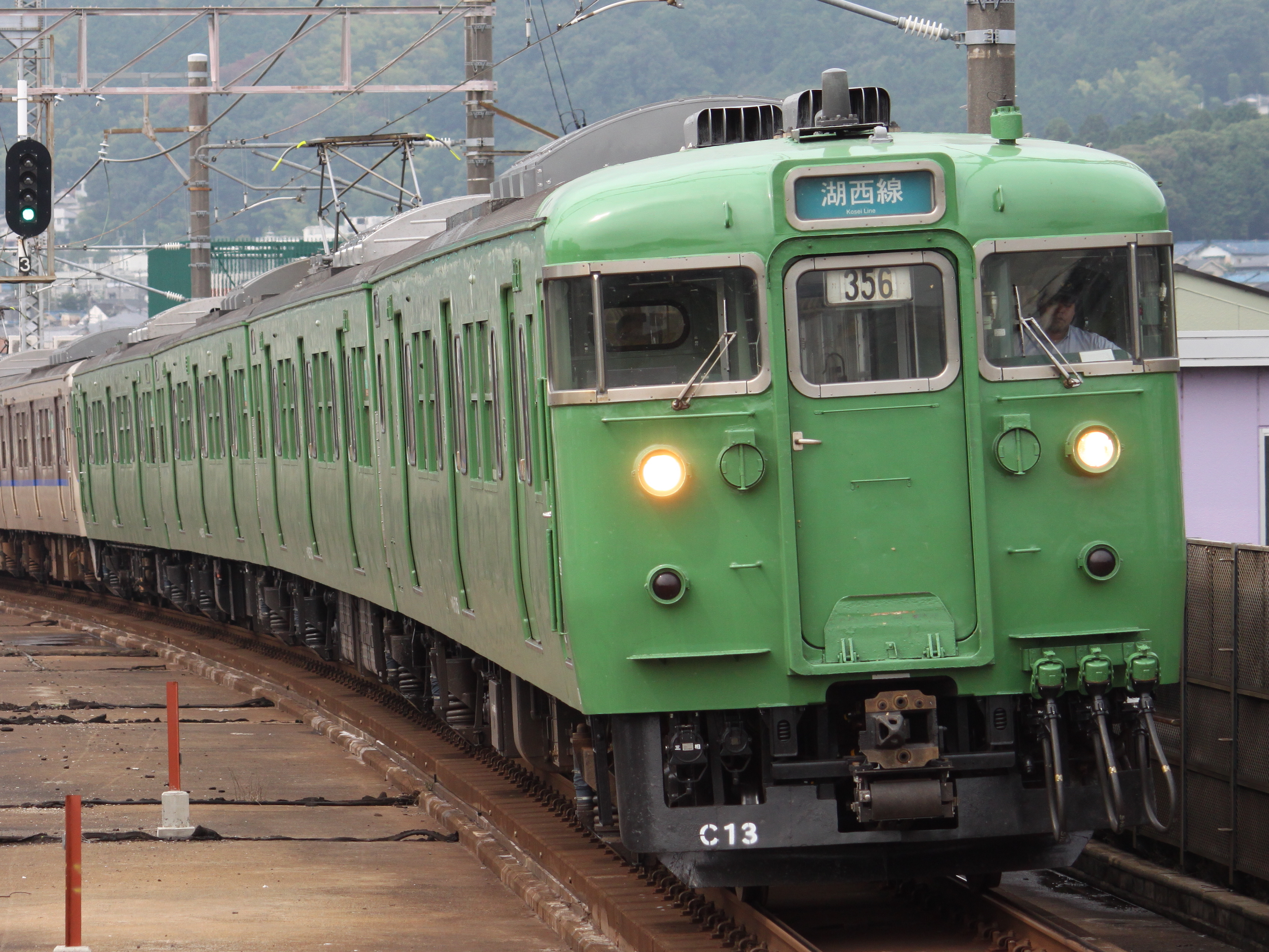
113系
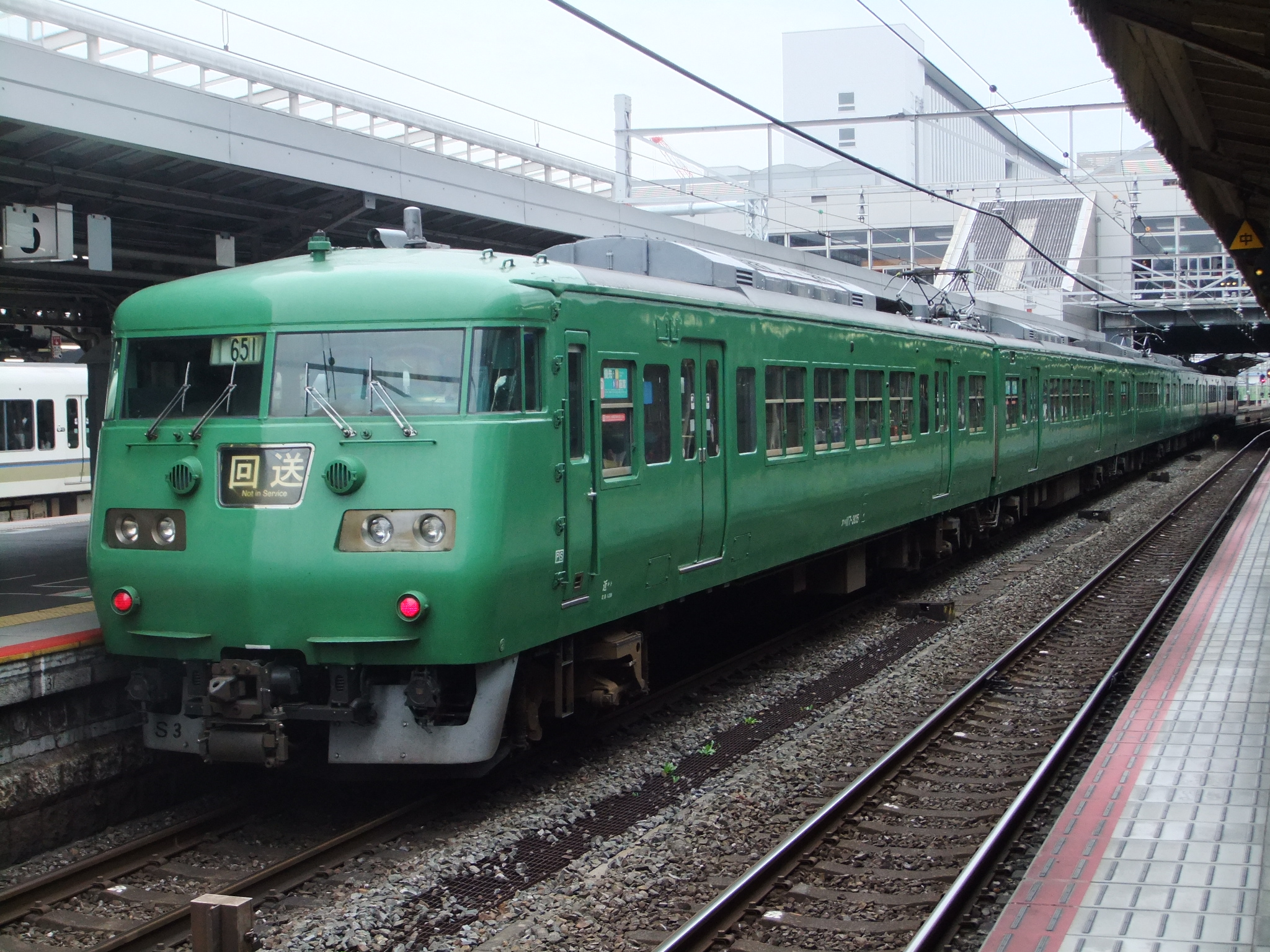
117系
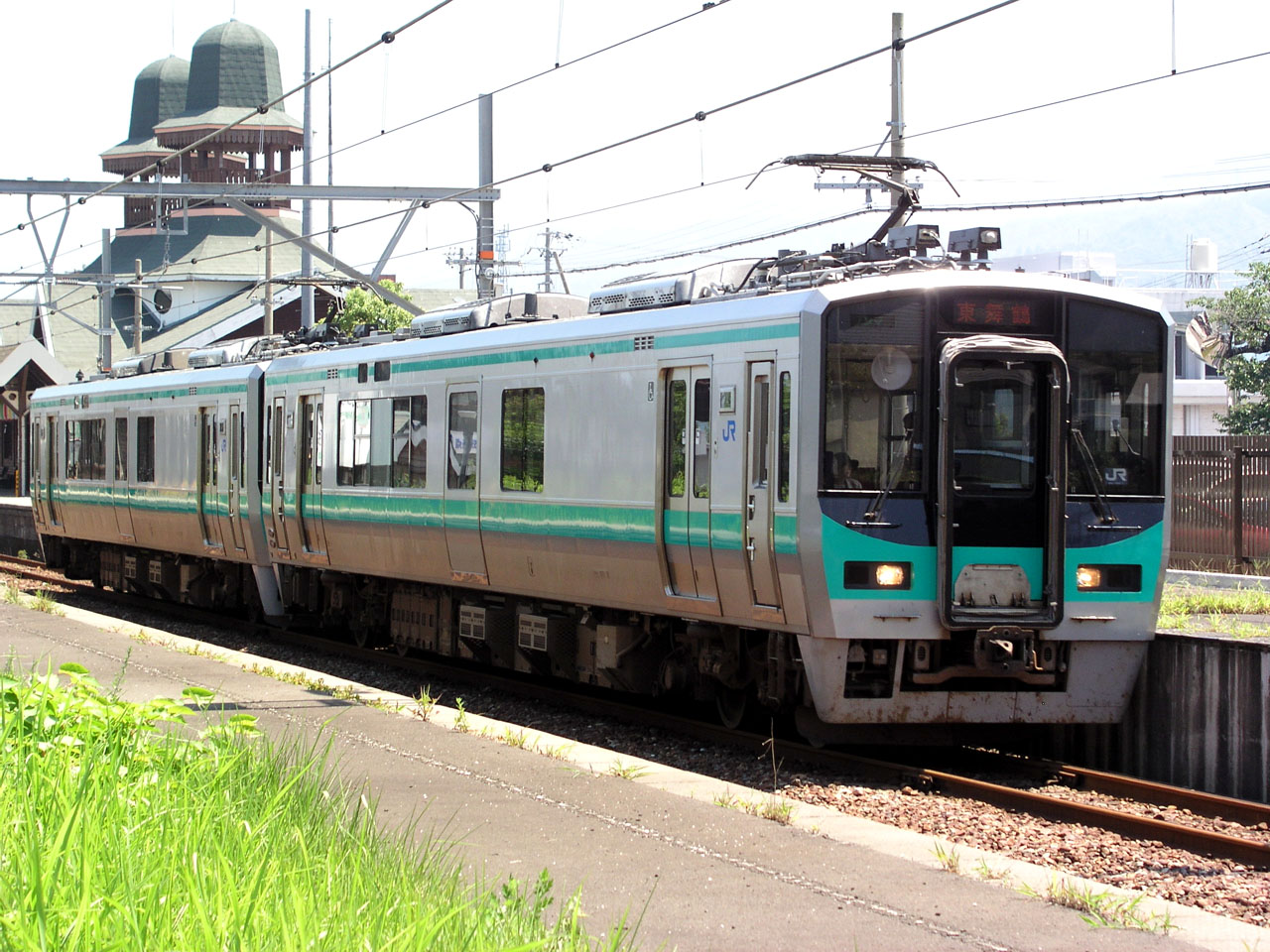
125系

## 駅一覧
以下では、琵琶湖線の各駅の営業キロ・停車列車・接続路線についてを一覧表で示す。廃駅・廃止信号場については「東海道本線#廃駅」を参照。
- 駅名
  - 京は特定都区市内制度における京都市内の駅
  - #：待避可能駅
- 停車駅
  - 普通：すべての旅客駅に停車（表中省略）
    - 米原方面からの列車の一部はJR京都線京都駅または高槻駅から快速として運転

  - 新快速：●印の駅は停車、｜印の駅は通過
  - 特急・急行：優等列車に挙げられている各列車記事参照。なお寝台特急は琵琶湖線内での停車駅なし
- 接続路線：駅名が異なる場合は⇒印で駅名を記す。
- 駅ナンバーは2018年3月より導入[34]、北陸本線からの通し番号となっている。

| 正式路線名 | 駅ナンバー  | 駅名・操車場名 | 駅間 営業 キロ | 累計 営業キロ | 累計 営業キロ | 新快速 | 接続路線・備考                                                                               | 線路         | 所在地 | 所在地 |
| 正式路線名 | 駅ナンバー  | 駅名・操車場名 | 駅間 営業 キロ | 米原 から     | 東京 から     | 新快速 | 接続路線・備考                                                                               | 線路         | 所在地 | 所在地 |
| ---------- | ----------- | -------------- | -------------- | ------------- | ------------- | --- | -------------------------------------------------------------------------------------------- | ------------ | ------ | ------ |
| 北陸本線   | JR-A09      | 長浜駅#        | -              | 7.7           | -             | ● | 西日本旅客鉄道： 北陸本線〈近江塩津・敦賀方面〉                                              | 複線         | 滋賀県 | 長浜市 |
| 北陸本線   | JR-A10      | 田村駅         | 3.0            | 4.7           | -             | ● |                                                                                              | 複線         | 滋賀県 | 長浜市 |
| 北陸本線   | JR-A11      | 坂田駅         | 2.3            | 2.4           | -             | ● |                                                                                              | 複線         | 滋賀県 | 米原市 |
| 北陸本線   | JR-A12      | 米原駅#        | 2.4            | 0.0           | 445.9         | ● | 東海旅客鉄道： 東海道新幹線・CA 東海道本線〈大垣・名古屋方面〉(CA83) 近江鉄道：■ 本線 (OR01) | 複線         | 滋賀県 | 米原市 |
| 東海道本線 | JR-A12      | 米原駅#        | 2.4            | 0.0           | 445.9         | ● | 東海旅客鉄道： 東海道新幹線・CA 東海道本線〈大垣・名古屋方面〉(CA83) 近江鉄道：■ 本線 (OR01) | 複線         | 滋賀県 | 米原市 |
|            | 米原操車場  | 1.1            | 1.1            | 447.0         | ｜            | ※米原駅構内扱い |                                                                                              | 複線         | 滋賀県 | 米原市 |
| JR-A13     | 彦根駅#     | 4.9            | 6.0            | 451.9         | ●             | 近江鉄道：■本線 (OR04) | 彦根市                                                                                       | 複線         | 滋賀県 |        |
| JR-A14     | 南彦根駅    | 3.3            | 9.3            | 455.2         | ｜            | | 彦根市                                                                                       | 複線         | 滋賀県 |        |
| JR-A15     | 河瀬駅#     | 3.1            | 12.4           | 458.3         | ｜            | | 彦根市                                                                                       | 複線         | 滋賀県 |        |
| JR-A16     | 稲枝駅      | 3.7            | 16.1           | 462.0         | ｜            | | 彦根市                                                                                       | 複線         | 滋賀県 |        |
| JR-A17     | 能登川駅#   | 3.7            | 19.8           | 465.7         | ●             | | 東近江市                                                                                     | 複線         | 滋賀県 |        |
| JR-A18     | 安土駅#     | 5.1            | 24.9           | 470.8         | ｜            | | 近江八幡市                                                                                   | 複線         | 滋賀県 |        |
| JR-A19     | 近江八幡駅# | 3.5            | 28.4           | 474.3         | ●             | 近江鉄道：■ 八日市線 (OR21) | 近江八幡市                                                                                   | 複線         | 滋賀県 |        |
| JR-A20     | 篠原駅      | 4.0            | 32.4           | 478.3         | ｜            | | 近江八幡市                                                                                   | 複線         | 滋賀県 |        |
| JR-A21     | 野洲駅#     | 5.6            | 38.0           | 483.9         | ●             | | 野洲市                                                                                       | 複線         | 滋賀県 |        |
| JR-A22     | 守山駅      | 3.1            | 41.1           | 487.0         | ●             | | 守山市                                                                                       | 守山市       | 滋賀県 |        |
| JR-A23     | 栗東駅      | 2.1            | 43.2           | 489.1         | ｜            | | 栗東市                                                                                       | 複線         | 滋賀県 |        |
| JR-A24     | 草津駅      | 2.3            | 45.5           | 491.4         | ●             | 西日本旅客鉄道： 草津線 | 方向別複々線                                                                                 | 草津市       | 滋賀県 |        |
| JR-A25     | 南草津駅    | 2.5            | 48.0           | 493.9         | ●             | | 方向別複々線                                                                                 | 草津市       | 滋賀県 |        |
| JR-A26     | 瀬田駅      | 2.7            | 50.7           | 496.6         | ｜            | | 方向別複々線                                                                                 | 大津市       | 滋賀県 |        |
| JR-A27     | 石山駅      | 2.5            | 53.2           | 499.1         | ●             | 京阪電気鉄道： ■ 石山坂本線（大津線） ⇒京阪石山駅 (OT03) | 方向別複々線                                                                                 | 大津市       | 滋賀県 |        |
| JR-A28     | 膳所駅      | 2.8            | 56.0           | 501.9         | ｜            | 京阪電気鉄道： ■石山坂本線（大津線） ⇒京阪膳所駅 (OT09) | 方向別複々線                                                                                 | 大津市       | 滋賀県 |        |
| JR-A29     | 大津駅      | 1.7            | 57.7           | 503.6         | ●             | | 方向別複々線                                                                                 | 大津市       | 滋賀県 |        |
| JR-A30     | 山科駅 京   | 4.5            | 62.2           | 508.1         | ●             | 西日本旅客鉄道： 湖西線 (JR-B30) 京都市営地下鉄： 東西線 (T07) 京阪電気鉄道： ■ 京津線（大津線） ⇒京阪山科駅 (OT31)                                                             | 方向別複々線                                                                                 | 京都府京都市 | 山科区 |        |
| JR-A31     | 京都駅 京   | 5.5            | 67.7           | 513.6         | ●             | 西日本旅客鉄道： 東海道本線（JR京都線）・ 山陰本線（嵯峨野線、JR-E01）・ 奈良線 (JR-D01) 東海旅客鉄道： 東海道新幹線 近畿日本鉄道：B 京都線 (B01) 京都市営地下鉄： 烏丸線 (K11) | 方向別複々線                                                                                 | 京都府京都市 | 下京区 |        |

1. ↑  湖西線の列車は運行形態上、全列車が京都駅に乗り入れている。

山科駅 - 京都駅間で京都市東山区を通るが、区内に駅はない。
- 直営駅（9駅）
  - 長浜駅・米原駅・彦根駅・野洲駅・草津駅・石山駅・大津駅・山科駅・京都駅
- 業務委託駅（12駅）
  - JR西日本交通サービス
    - 南彦根駅・河瀬駅・稲枝駅・能登川駅・安土駅・近江八幡駅・篠原駅・守山駅・栗東駅・南草津駅・瀬田駅・膳所駅
- 無人駅（2駅）
  - 田村駅・坂田駅

### 新駅設置計画
以下の区間で新駅を設置することが検討されている。
- 瀬田唐橋駅（仮称）：瀬田駅 - 石山駅間[36]
- 東大路駅（仮称）：山科駅 - 京都駅間[37]
- 祇王駅（仮称）：篠原駅 - 野洲駅間[38]

このほか、南草津駅 - 瀬田駅間にも新駅（南笠駅（仮称））設置が計画されていたが、草津市が新駅の設置計画を凍結する方針を2013年10月28日までに固めた。

### 過去の接続路線
- 京都駅：京都市電（京都駅前駅）
  - 堀川線 - 1961年8月1日廃止
  - 伏見線 - 1970年4月1日廃止
  - 烏丸線 - 1977年10月1日廃止
  - 河原町線 - 1978年10月1日廃止